# Beques MacArthur
Les Beques MacArthur són atorgades per la Fundació MacArthur, la qual cada any premia a entre 20 i 40 ciutadans estaunidencs o residents en aquest país, de qualsevol edat o especialitat, que "demostren mèrits excepcionals i prometen un continu i millorat treball creatiu".
D'acord amb el lloc web de la fundació, "les beques no són un premi per assoliments passats sinó una inversió en l'originalitat, perspicàcia i potencial d'una persona". El premi ha estat definit com "un dels premis més importants sense condicions associades" per als seus receptors. Actualment les beques estan dotades d'una quantitat de 500.000 dòlars, abonats en quotes trimestrals durant cinc anys. Fins a l'any 2007 va haver-hi 756 becaris que van rebre un total de més de 350 milions de dòlars. Entre els becats es troben persones tan joves com de 18 anys i tant ancianes com de 82.
Les candidatures són proposades per un jurat anònim que presenta les seves recomanacions a un petit comitè de selecció format per entorn d'una dotzena de persones també anònimes. El comitè revisa totes les candidatures i lliura les seves pròpies recomanacions al president de la junta directiva. La major part dels becats descobreixen que han estat candidats quan reben la trucada de felicitació per haver rebut el premi.

## Llista de becats pel programa de Beques MacArthur
Becaris del programa de beques MacArthur llistats per l'any de concessió de la beca:

### 1981

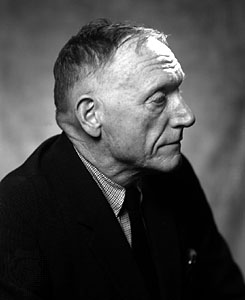
Robert Penn Warren

| - A. R. Ammons, poeta - Joseph Brodsky, poeta - Gregory Chudnovsky, matemàtic - Robert Coles, psiquiatre infantil - Shelly Errington, antropòloga cultural - Henry Louis Gates, Jr., crític literari - Michael Ghiselin, biòleg evolutiu - Stephen Jay Gould, paleontòleg - Ian Graham, arqueòleg - John Imbrie, climatòleg - Elma Lewis, professora d'art - James Alan McPherson, novel·lista, escriptor - Roy P. Mottahedeh, historiador - Douglas Dean Osheroff, físic - Robert Root-Bernstein, biòleg i historiador de la ciència - Lawrence Rosen, abogat i antropòleg - Carl Emil Schorske, historiador - Leslie Marmon Silko, escriptora - Derek Walcott, poeta i dramaturg - Robert Penn Warren, poeta, escriptor i crític literari - Stephen Wolfram, científic computacional i físic - John Cairns (bioquímic), bioquímic | - Joel E. Cohen, biòleg poblacional - Richard Critchfield, assagista - Howard Gardner, psicòleg - John Gaventa, sociòleg - David Hawkins, filòsof - John Holdren, analista de control armamentístic i energètic - Ada Louise Huxtable, crítica arquitectònica i historiadora - Robert Kates, geògraf - Raphael Carl Lee, cirurgià - Cormac McCarthy, escriptor - Barbara McClintock, genetista - Richard C. Mulligan, biòleg molecular - Elaine H. Pagels, historiadora de les religions - David Pingree, historiador de la ciència - Paul G. Richards, sismòleg - Richard McKay Rorty, filòsof - Joseph Hooton Taylor, astrofísic - Michael Woodford, economista - George Zweig, físic i neurobiòleg |

### 1982
- Fouad Ajami, politòleg
- Charles A. Bigelow, dissenyador gràfic
- Peter Brown (historiador), historiador
- Robert Darnton, historiador europeu
- Persi Diaconis, estadístic
- William Gaddis, novel·lista
- Ved Mehta, escriptor
- Robert Parris Moses, educador i filòsof
- Richard A. Muller, geòlog i astrofísic
- Conlon Nancarrow, compositor
- Alfonso Ortiz, antropòleg cultural
- Francesca Rochberg, assiriòloga i historiadora de la ciència
- Charles Sabel, politòleg i jurista
- Ralph Shapey, compositor i director d'orquestra
- Michael Silverstein, lingüista
- Randolph Whitfield, Jr, oftalmòleg
- Frank Wilczek, físic
- Frederick Wiseman, documentalista
- Edward Witten, físic. Creador de la Teoria M[6]

### 1983
- R. Stephen Berry, físic químic
- Philip D. Curtin, historiador d'Àfrica
- William H. Durham, antropòleg biològic
- Bradley Efron, estadístic
- David L. Felten, neurocientífic
- Xelomó Dov Goitein, historiador de l'edat mitjana
- Ramón A. Gutiérrez, historiador
- Bela Julesz, psicòleg
- William Kennedy, novel·lista
- Leszek Kołakowski, historiador de la filosofia i la religió
- Brad Leithauser, poeta i escriptor
- Lawrence W. Levine, historiador
- Ralph Manheim, traductor
- Charles S. Peskin, matemàtic i fisiòleg
- Julia Robinson, matemàtica
- John Sayles, cineasta i escriptor
- Peter Sellars, director de teatre i òpera
- Adrian Wilson, editor, impressor i historiador bibliogràfic
- Irene J. Winter, historiadora de l'art i arqueòloga
- Mark S. Wrighton, químic[7]
- Seweryn Bialer, politòleg
- William C. Clark, ecologista i analista de política mediambiental
- Randall W. Forsberg, politòleg i estrateg del control armamentístic
- Alexander L. George, politòleg
- Mott T. Greene, historiador de la ciència
- John J. Hopfield, físic i biòleg
- Sylvia A. Law, advocada de drets humans
- Robert King Merton, historiador i sociòleg de la ciència
- Walter F. Morris, Jr., conservacionista cultural
- A.K. Ramanujan, poeta, traductor, i estudiós de la literatura
- Alice M. Rivlin, economista i analista política
- Richard M. Schoen, matemàtic
- Karen K. Uhlenbeck, matemàtica[8]

### 1984
- George W. Archibald, ornitòleg
- Ernesto Cortés, activista
- Robert Hass, poeta, crític i traductor
- J. Bryan Hehir, estudiós de les religions i la política exterior
- Robert Irwin, pintor i artista
- Ruth Prawer Jhabvala, novel·lista i guionista
- Paul Oskar Kristeller, historiador i filòsof
- Sara Lawrence-Lightfoot, pedagoga
- Heather Lechtman, científic de materials i arqueòleg
- Michael Lerner, expert en salut pública
- Andrew W. Lewis, historiador de l'edat mitjana
- Arnold J. Mandell, neurocientífic i psiquiatre
- Matthew Meselson, genetista i analista de control armamentístic
- David Robert Nelson, físic
- Michael J. Piore, economista
- Judith N. Shklar, filòsofa política
- Charles Simić, poeta, traductor i assagista
- David Stuart, lingüista i epigrafista
- John E. Toews, historiador
- James Turrell, escultor de la llum
- Jay Weiss, psicòleg
- Carl Richard Woese, biòleg molecular[9]
- Shelly Bernstein, hematologia pediàtrica
- Peter J. Bickel, estadístic
- Bill Drayton, emprenedor social
- Sidney Drell, físic i analista de control armamentístic
- Mitchell Feigenbaum, físic matemàtic
- Michael Freedman, matemàtic
- Curtis G. Hames, metge de família
- Shirley Brice Heath, antropòloga lingüística
- Bette Howland, escriptora i crítica literària
- Bill Irwin, pallasso, escriptor, i artista
- Fritz John, matemàtic
- Galway Kinnell, poeta
- Henry Kraus, historiador de l'art i del treball
- Peter Mathews, arqueòleg i epigrafista
- Beaumont Newhall, historiador de la fotografia
- Roger Payne, zoòleg i conservacionista
- Edward V. Roberts, activista pels drets dels discapacitats
- Elliot Sperling, expert en estudis tibetans
- Frank Sulloway, psicòleg
- Alar Toomre, astrònom i matemàtic
- Amos Tversky, científic cognitiu
- Kirk Varnedoe, historiador de l'art
- Bret Wallach, geògraf
- Arthur Winfree, fisiòleg i matemàtic
- Billie Young, activista[10]

### 1985
- Joan Abrahamson, activista
- John Ashbery, poeta
- John F. Benton, historiador de l'edat mitjana
- Harold Bloom, crític literari
- Valery Chalidze, físic i activista dels drets humans
- William Cronon, historiador mediambiental
- Merce Cunningham, coreògraf
- Jared Mason Diamond, historiador mediambiental i geògraf
- Marian Wright Edelman, fundadora de la Children's Defense Fund
- Morton Halperin, politòleg
- Robert M. Hayes, advocat i activista dels drets humans
- Edwin Hutchins, científic cognitiu
- Sam Maloof, carpinter
- Andrew McGuire, especialista en prevenció de traumes
- Patrick Noonan, conservacionista
- George Oster, biòleg matemàtic
- Thomas G. Palaima, classicista
- Peter H. Raven, botànic
- Jane S. Richardson, bioquímica
- Gregory Schopen, historiador de les religions
- Franklin Stahl, genetista
- J. Richard Steffy, arqueòleg nàutic
- Ellen Stewart, directora de teatre
- Paul Taylor, coreògraf
- Shing-Tung Yau, matemàtic[11]